# Irlbachia nemorosa
Irlbachia nemorosa är en gentianaväxtart som först beskrevs av Carl Ludwig von Willdenow, Johann Jakob Roemer och Schult., och fick sitt nu gällande namn av Elmer Drew Merrill. Irlbachia nemorosa ingår i släktet Irlbachia och familjen gentianaväxter. Inga underarter finns listade i Catalogue of Life.